# Jessica Springsteen
Jessica Rae Springsteen (Los Ángeles, 30 de diciembre de 1991) es una jinete estadounidense que compite en la modalidad de salto ecuestre.
Participó en los Juegos Olímpicos de Tokio 2020, obteniendo una medalla de plata en la prueba por equipos (junto con Laura Kraut y McLain Ward).
Es hija de los cantantes Bruce Springsteen y Patti Scialfa. Estudió Psicología en la Universidad Duke de Durham (Carolina del Norte).

## Palmarés internacional
| Juegos Olímpicos | Juegos Olímpicos | Juegos Olímpicos | Juegos Olímpicos |
| Año              | Lugar            | Medalla          | Categoría        |
| ---------------- | ---------------- | ---------------- | ---------------- |
| 2020             | Tokio (Japón)    | Medalla de plata | Por equipos      |